# Светий Джурадж (Доній Михоляць)
45°44′ пн. ш. 18°14′ сх. д. / 45.74° пн. ш. 18.24° сх. д.
Светий Джурадж (хорв. Sveti Đurađ) — населений пункт у Хорватії, в Осієцько-Баранській жупанії у складі міста Доній Михоляць.

## Населення
Населення за даними перепису 2011 року становило 826 осіб.
Динаміка чисельності населення поселення:

## Клімат
Середня річна температура становить 11,06 °C, середня максимальна – 25,62 °C, а середня мінімальна – -6,21 °C. Середня річна кількість опадів – 648 мм.
| Клімат поселення                              | Клімат поселення | Клімат поселення | Клімат поселення | Клімат поселення | Клімат поселення | Клімат поселення | Клімат поселення | Клімат поселення | Клімат поселення | Клімат поселення | Клімат поселення | Клімат поселення | Клімат поселення |
| Показник                                      | Січ.             | Лют.             | Бер.             | Квіт.            | Трав.            | Черв.            | Лип.             | Серп.            | Вер.             | Жовт.            | Лист.            | Груд.            |                  |
| Середній максимум, °C                         | 5,72             | 7,98             | 12,67            | 17,28            | 22,33            | 25,62            | 25,21            | 24,80            | 20,60            | 15,20            | 9,21             | 5,22             |                  |
| Середня температура, °C                       | −0,25            | 2,00             | 6,70             | 11,30            | 16,36            | 19,64            | 21,32            | 20,91            | 16,70            | 11,30            | 5,30             | 1,35             |                  |
| Середній мінімум, °C                          | −6,21            | −3,98            | 0,72             | 5,33             | 10,39            | 13,66            | 17,45            | 17,05            | 12,85            | 7,45             | 1,45             | −2,5             |                  |
| Норма опадів, мм                              | 39               | 35               | 38               | 50               | 63               | 83               | 61               | 60               | 52               | 55               | 62               | 50               |                  |
| Середньомісячна швидкість вітру, м/с          | 2.40             | 2.60             | 2.90             | 2.80             | 2.50             | 2.30             | 2.20             | 2.00             | 2.00             | 2.10             | 2.30             | 2.40             |                  |
| Середньомісячна сонячна радіація, кДж/м²·день | 4163             | 6894             | 10772            | 15385            | 19294            | 21533            | 22195            | 20162            | 14814            | 9135             | 4671             | 3451             |                  |
| --------------------------------------------- | ---------------- | ---------------- | ---------------- | ---------------- | ---------------- | ---------------- | ---------------- | ---------------- | ---------------- | ---------------- | ---------------- | ---------------- | ---------------- |
| Джерело:                                      |                  |                  |                  |                  |                  |                  |                  |                  |                  |                  |                  |                  |                  |